# Ansonia smeagol
Espèce
Statut de conservation UICN

 VU D2 : Vulnérable
Ansonia smeagol est une espèce  d'amphibiens de la famille des Bufonidae endémique de Malaisie.

## Systématique
L'espèce Ansonia smeagol a été décrite en 2016 par Hayden R. Davis (d), Larry Lee Grismer, Randy L. Klabacka (d), Mohd Abdul Muin (d), Evan S. H. Quah (d), Shahrul Anuar (d), Perry L. Wood Jr (d) et Jack W. Sites Jr (d).

## Répartition et habitat
Cette espèce n'a été observée qu'en Malaisie péninsulaire où elle se rencontre dans la forêt tropicale humide.

## Publication originale
- (en) Hayden R. Davis, L. Lee Grismer, Randy L. Klabacka, Mohd Abdul Muin, Evan S. H. Quah, Shahrul Anuar, Perry L. Jr Wood et Jack W. Sites, « The phylogenetic relationships of a new Stream Toad of the genus Ansonia Stoliczka, 1870 (Anura: Bufonidae) from a montane region in Peninsular Malaysia », Zootaxa, Magnolia Press (d), vol. 4103, no 2,‎ 12 avril 2016, p. 137–153 (ISSN 1175-5334 et 1175-5326, OCLC 49030618, PMID 27394624, DOI 10.11646/ZOOTAXA.4103.2.4).